# Raph Dumas
 (juillet 2021).
L'article doit être relu — et modifié si nécessaire — par des contributeurs indépendants pour apporter un regard critique aux contributions effectuées en violation des conditions d'utilisation de Wikipédia, tant sur la forme (notamment concernant le style encyclopédique, la proportionnalité) que sur le fond (la neutralité de point de vue, la qualité et l'indépendance des sources).
Raph Dumas, né le 11 mai 1974 à Perpignan (Pyrénées-Orientales), est un compositeur, producteur, créateur d'évènements et DJ français. Il est notamment à l'origine de projets mêlant musiques électroniques, soul et musique traditionnelle catalane en travaillant entre autres avec des artistes tels que Pascal Comelade, The Limiñanas ou encore diverses coblas. Convaincu que "le transfrontalier est une force culturelle", son activité s'étend principalement entre la Catalogne et le sud de la France.

## Biographie
Né en 1974 dans les Pyrénées-Orientales, dont la majeure partie est parfois qualifiée de Catalogne nord, Raph Dumas fait part d'un fort attachement à la culture catalane. Il entame sa carrière musicale en 1995 d'abord en tant que disc jockey et en parallèle il détient un magasin de disques jusqu'en 2001 avant de se consacrer à ses autres activités.

### Projets musicaux personnels
Le travail de Raph Dumas se décline avant tout sous son statut de musicien, d'arrangeur, puis de réalisateur. Dans ses nombreux projets personnels, il fusionne les musiques électroniques avec d'autres styles musicaux comme la funk, la soul, le rock et la musique traditionnelle catalane. Il utilise principalement des instruments électroniques et analogiques tels que le thérémine, des boîtes à rythmes, synthétiseurs et divers claviers. Une de ses autres spécificités est d'utiliser le turntablism et les platines vinyles comme instruments à part entière. Il aime également se définir comme un adepte du computerism, néologisme qu'il crée pour délimiter sa pratique de musicien par ordinateur. Il déclare en 2014 : "Mon boulot de producteur-arrangeur me comble, même si la difficulté est là. Travailler avec Pascal Comelade m'influence."
Après avoir commencé sa carrière en solo, il travaille avec la scène locale perpignanaise et barcelonaise. Parmi eux, il produit en 2014 un album en commun avec Pascal Comelade, ainsi qu'un single en 2008, La Chanson Douce (Enjoy Recordings).
Raph Dumas n'a cependant jamais négligé la culture des clubs. En 2009, il sort Multi-Electronics et A Rare Toy (Lace Recordings) et sort l'année suivante l'album The Greatest Funk Of Your Life. Il forme un duo avec le DJ Manuel Perez, The Entertainers.
En 2012, en adaptant la chanson Parlem Català de Jordi Barre il compose la musique du record du monde de participants à un Lip dub à Perpignan.
Raph Dumas a fait quelques concerts lives notables, dont deux passages aux Transmusicales de Rennes en 2010 et 2017 ou encore pour ses projets The Primaveras et Coblism.

#### Raph Dumas & The Primaveras
En 2008, Raph Dumas reforme le groupe que son grand père avait créé en tant que musicien de bal, The Primaveras. Originellement créé en 1952 dans la ville de Port-Vendres (Pyrénées-Orientales) par "Tanguy" Jo Dejuan, le groupe se reforme 40 ans plus tard sous le nom de Raph Dumas & The Primaveras. L'objectif est d'en proposer une réinterprétation moderne en y incrustant un héritage soul et catalan. Après deux singles, leur premier album Ode to Tanguy Jo sort en 2009. On y trouve des rythmes contemporains et électroniques tels que le break ou le big beat. La musique du groupe a été adoptée en Catalogne, où elle a pu être entendue à la radio. Pour le live, Raph Dumas monte une formation inédite complétée par La Cobla Mil.Lenaria de Perpignan et jouent dans des festivals comme les Transmusicales de Rennes.
Le groupe réduit ensuite son nom à l'originel The Primaveras et sort deux nouveaux singles en 2013, Your Love Lifts Me Higher et The Magic Touch (Enjoy). L'année suivante sort leur deuxième album, plus soul cette fois comme l'annonce son titre, Catalunya Soul (Melmax).

#### Coblism
En 2011, il sort l'album Coblism qui marque le début d'une nouvelle aventure. Il y initie une fusion d'un genre nouveau entre musiques électroniques et musique traditionnelle catalane, qu'il qualifie lui même de coblism. Dedans, il sample des vinyles, parfois des années 50, de coblas qui sont des orchestres traditionnels catalan de 11 musiciens, en les associant à d'autres disques chargés de rythmes électroniques. Sur une pochette signée Pascal Comelade, on y retrouve également quelques enregistrements de la Cobla Mil·lenària de Perpignan, The Primaveras ou encore de l'animateur radio catalan Oscar Delmau sur le titre Outro Lliure!!!. Le projet propose ainsi une prestation novatrice et peu imaginable au XXe siècle. Raph Dumas le constatera : "Coblism est devenu un phénomène, il y a désormais des concours de remix de musiques catalanes".
Raph Dumas y voit alors l'occasion d'en proposer une version augmentée sous une forme de concert live avec une vraie cobla. La prestigieuse Cobla Sant Jordi de la Ciutat de Barcelone se porte volontaire et initie alors la rencontre avec la pratique du DJ. Les rythmes funk de l'album se mêleront désormais aux arrangements des compositeurs Vicenç Vidalou et Enric Orti. Ils commencent alors en 2013 une tournée au succès international, porté par plusieurs concerts en France et Catalogne mais également sur les sols belges, italiens et américains.
En 2018, Perpignan est annoncée comme la prochaine capitale mondiale de la Sardane, cette danse traditionnelle catalane et motive Raph Dumas à pousser son concept. Enregistrant son nouveau Coblism en 2019, il adapte désormais la composition de pistes électroniques à l'instrumentation et à la pratique directe d'une cobla. Coblism 2.0 sort le 28 mai 2021 et se montre comme un succès critique. Certains titres du disque nous ramènent  autant vers Ennio Morricorne à l'heure de ses western spaghetti que vers le jazz new-yorkais, voire le ska. La pochette est toujours signée Pascal Comelade et les arrangements sont de Xavier Capdevilla, un sardaniste réputé.

### Réalisation
Une grande partie du travail de Raph Dumas est axée autour de son rôle de réalisateur/producteur en ses qualités d'ingénieur son, que ce soit par la supervision ou le mixage. En tant que réalisateur, il a collaboré avec Pascal Comelade pour une vingtaine d'albums et pour quelques singles. Après Renaud Papillon Paravel et La Ruda Salska, il participe à plusieurs projets du groupe de rock The Limiñanas.
En 2013, Philippe Manœuvre fait de l'album Costa Blanca des Limiñanas son disque de l'année dans Rock & Folk.
En 2019, leur single Migas 2000 (extrait de leur premier album The Liminãnas) est choisi comme un des thèmes récurrents dans la série américaine Russian Doll de Netflix.

### DJ
Malgré son engagement dans d'autres sphères musicales, Raph Dumas a su entretenir son activité de DJ. Sous ce statut reconnu, DJ Raph puis Raph Dumas a tourné dans toute l'Europe continentale et même au-delà. Il propose depuis le milieu des années 1990 des set entre house, funk, musiques électroniques, soul et jazz. Une de ses signatures est de sampler et de remixer en fin de set des coblas sur des microsillons.
Il est par ailleurs le premier DJ à enseigner l'art du turntablism en conservatoire en France (depuis 2007 à Perpignan).

### Labels
Raph Dumas est le fondateur des labels discographiques Enjoy Recordings en 1997 et Lace Recordings en 1999 qui ont été parmi les premiers labels indépendants de musique électronique en Catalogne. Ces deux labels font aujourd'hui partie du groupe Marendadisc qu'il a créé en 2001 avec Manuel Perez, résultat de la fusion avec le label suédois Wrong Step Productions. Raph Dumas est également signé depuis 2008 en contrat d'édition chez Melmax Music.

### Création d'évènements
Raph Dumas est également connu pour être un acteur culturel des Pyrénées-Orientales. Il y a organisé plusieurs évènements et festivals autour de la culture électronique et locale.
En 2002, il lance le premier festival consacré aux musiques électroniques à Perpignan, le Festival Tilt à la salle le Médiator puis au Théâtre de l'Archipel.
Depuis 2017, il organise chaque année avec Manuel Perez le festival Vingt sur Vingt du 20 juillet au 20 août et le festival Dix sur Dix du 10 décembre au 10 janvier. Ces festivals ont pour particularité de proposer pendant un mois des concerts et d'autres évènements culturels. Dans un lieu insolite du département, le festival s'est donné pour but de mettre en valeur l’effervescence de la culture locale en la mélangeant avec des invités venus d'ailleurs tels que Laurent Garnier, Pete Doherty ou Bertrand Belin. En réaction à la pandémie de Covid-19, le festival a proposé en 2020 une édition basée sur le modèle des émissions de télévision, animées par Raph Dumas.
En mai 2021, il ouvre un nouveau établissement culturel à Perpignan appelé Pyrénéon, qui se veut à la fois être un supermarché artistique et un lieu de vie.
En parallèle, Raph Dumas entretient une activité de chroniqueur musical en radio pour France Bleu Roussillon avec son émission Visca la Musica et pour Radio Arrels, en catalan.

## Discographie

### Albums/EP
- 2001 : Long Hot Summer - Dumas & Barrachina (Marendadisc)
- 2002 : Kiéla Music (Lace Recordings)
- 2003 : Devoir de vacances - Dumas & Chartron (Enjoy Recordings)
- 2009 : Ode to Tanguy Jo - Raph Dumas & The Primaveras (Enjoy Recordings)
- 2010 : The Best Funk of Your Life (Enjoy Recordings)
- 2011 : Coblism (Discmedi/Melmax) (avec The Primaveras et la Cobla Mil·lenària de Perpignan)
- 2014 : Musica electronica a Catalunya Nord - Pascal Comelade & Raph Dumas (Discmedi)
- 2014 : Sol (Catalunya Nord Vol. 7) (Discmedi)
- 2014 : Everlost - Nilco & Raph Dumas (Marendadisc)
- 2014 : Catalunya Soul - The Primaveras (Melmax)
- 2017 : 40 anys de la Bressola - Raph Dumas & Marc Serrats (La Bressola)
- 2018 : Jean de l'Ours - Raph Dumas, Michel Maldonado & Wilfried Delahaie (Parole à Part)
- 2021 : Coblism 2.0 - Raph Dumas & Cobla Sant Jordi ciutat de Barcelona (Catalunya Soul/Melmax Music)
- Da smoothy loop (Enjoy)
- Raph & The Funky Team (Enjoy)
- Chicken Beats (Enjoy)
- Sport & détente (Lace)
- Multi Electronics (Lace)
- Love in Paris compilation (JLO)
- Dumas/Chartron/Augé (Marendadisc)
- Jazzamix (Marendadisc)
- Le Bizz (Marendadisc)
- Rachdingue VOL 1 (Rachdingue)
- Buttlegs (Marendadisc)
- Frais, sucré (Marendadisc)
- I’ts soul (Marendadisc)
- French Jazztape (Marendadisc)
- No message in (Marendadisc)
- Relevé (Marendadisc)
- Still Soul (Marendadisc)

### Singles
- 2008 : Trip-Weekend - Raph Dumas & The Primaveras (Enjoy Recordings)
- 2008 : La chanson douce (avec Pascal Comelade, Lou) (Enjoy Recordings)
- 2009 : A Rare Toy (Lace Recordings)
- Port Bou - Port Vendres (avec Guillamino) (Bankrobber)
- Perpignan Rock (FID)
- Sounds of Bubbles (Marendadisc)
- Story (Marendadisc)
- BCN STHLM (Marendadisc)
- Perpinyà Paradox (Mediator)

Remixs
- Pawel Kobak / Maria Angeli - Sphinx (Lace)
- Hakan Lidbo feat Emma - What is love (Enjoy)
- Spiro Projecto - Bluesless (Wrong Steps recordings)
- Spiro Projecto (feat. Derek Huntsman) - Your love won’t let me wait
- Aqua Bassino & Manuel Perez - Luv Inside (Lace)
- Alton Miller - Everyday I Do (Lace)
- Manuel Perez - Feever (Lace)
- Max Cherry - Beat Conductor (Enjoy)
- Hakan Lidbo - Senegal (Enjoy)
- 1,2,3 Pica Bressola (La Bressola)
- Antoine 'Tato' Garcia - La Rumba Me Va (KaRu prod)

### Réalisation

#### Pour Pascal Comelade
Albums/EP
- Pascal Comelade & Cobla Sant Jordi (Discmedi Blau)
- My Degeneration Electronics 1974-1983 (Vinyl on Demand)
- Stranger in Paradigm (Vand’oeuvre)
- Bar Electric (G3G records)
- El Pianista Del Antifaz (Because music)
- Espontex Sinfonia (Discmedi Blau)
- El Primitivismo (G3G records)
- Métode De Rocanrol (Discmedi Blau)
- Compassio Pel Dimoni (Discmedi Blau)
- Somiatruites (avec Albert Pla) (Boa Rec)
- N’IX (avec Enric Cassases) (Discmedi Blau)
- Despintura Fonica (Because Music)
- Mosques De Colors (avec Pau Riba) (Discmedi Blau)
- El Steinwai I La Guillotina (Discmedi Blau)
- The No Dancing  (Because Music)
- La Cathédral d’Escuradents (Discmedi Blau)
- Musica Pop a Catalunya Vol.2 (Discmedi Blau)

Singles
- El Rei De La Gamba (Because Music)
- Nosaltres I Els Agermanats (Tinta invisible edicions)
- Avis Aux Inventeurs d’Epaves (Because music)
- Ceret de Toros (avec Cobla Mil.lenaria) (Adac)

#### Pour The Limiñanas
Albums/EP
- Costa Blanca (Trouble In Mind)
- The Limiñanas (Trouble In Mind)
- Crystal Anis (Hozac Records)
- I've Got Trouble In Mind - Compilation (Trouble In Mind)
- Malamore  (Because)

Singles
- I’m Dead (Hozac records)
- AF 3458 (SDZ Records)
- La fille de la ligne 25 (Trouble In Mind)
- La Mélancolie (Nasty Product)
- Je ne suis pas très drogue (Trouble In Mind)

#### Autres
Albums
- Nilco - Sens mes ondes de disques (Marendadisc)
- Renaud Papillon Paravel - Au sommet de son arbre (La surface de réparation)
- Gaz Gaz - Faster (Born Bad Records)